# Caris Hermes
Caris Hermes (* 1. Dezember 1991 in Geseke) ist eine deutsche Jazzmusikerin (Kontrabass, Komposition). 

## Leben und Wirken
Hermes erhielt bereits mit drei Jahren ihre erste Geige, später kam das Cello hinzu; mit 14 Jahren begann sie, Kontrabass zu spielen. Bereits als Jungstudentin studierte sie an der Folkwang Universität der Künste in Essen, wo sie auch ihr Studium bei Robert Landfermann abschloss. Sie war Mitglied im Jugendjazzorchester NRW, mit dem sie international tourte und die CD Way Up (2011) einspielte.
2018 erschien Caris’ EP Human mit ihrem Trio aus Jerry Lu und Niklas Walter; in das Trio, das auch durch Paul Heller und Andy Haderer zum Quintett erweitert wird, wechselte mittlerweile als Pianist Billy Test. Sie gehört weiterhin zum Two Generations Quartett um Paul Heller und Martin Sasse, zum Quartett von Philipp Schittek, Carla Kölners Bbikke und der Indie-Popband Wir hatten was mit Björn, arbeitete aber zudem mit Denis Gäbel, Hans Dekker, der WDR Big Band und im Glenn Miller Orchestra von Wil Salden. Sie trat beim Moers Festival, der Düsseldorfer Jazz-Rally und beim Jazzfestival Viersen auf.

## Preise und Auszeichnungen
Hermes ist Preisträgerin des Landeswettbewerbs Jugend jazzt Nordrhein-Westfalen; sie gewann sowohl den ersten Preis in der Solo-Kategorie als auch mit dem Whole Step Quintett den DEW 21-Förderpreis. Mit dem Pascal Bartoszak Quartett erhielt sie den 2. Preis beim Sparda Jazz Award und war Finalistin beim Jungen deutschen Jazzpreis in Osnabrück. 2024 wurde sie mit dem WDR-Jazzpreis ausgezeichnet.

## Diskographische Hinweise
- Christina Schamei Quintett Waves and White Horses (Unit Records 2017)
- Charlotte Illinger But Beautiful (Double Moon Records 2018)
- Pascal Bartoszak Quartett Common Ground (2019)[4]
- Florian Raepke Big Band The Very Thought of You (plusvierneun 2021)
- Caris Hermes (Jazzjazz 2022, mit Billy Test, Niklas Walter sowie Paul Heller, Martin Sasse, Andy Haderer, Stefan Pfeifer-Galilea)
- Wir hatten was mit Björn On the Ruins (Jazzhaus Records 2022, mit Maika Küster, Maria Trautmann, Manuel Loos)